# Anophthalmus
Anophthalmus is een geslacht van kevers uit de familie van de loopkevers (Carabidae). De wetenschappelijke naam van het geslacht is voor het eerst geldig gepubliceerd in 1844 door Sturm.

## Soorten
Het geslacht Anophthalmus omvat de volgende soorten:
- Anophthalmus aidovskanus Ganglbauer, 1913
- Anophthalmus alphonsi J. Muller, 1914
- Anophthalmus amplus Joseph, 1871
- Anophthalmus baratellii Sciaky, 1985
- Anophthalmus bernhaueri Ganglbauer, 1895
- Anophthalmus besnicensis Pretner, 1949
- Anophthalmus bohiniensis Ganglbauer, 1903
- Anophthalmus bojani Daffner, 1998
- Anophthalmus bucoveci Pretner, 1949
- Anophthalmus capillatus Joseph, 1871
- Anophthalmus daffnerii Broder, 1994
- Anophthalmus driolii Bognolo et M. Etonti, 1996
- Anophthalmus egonis J. Muller, 1923
- Anophthalmus erebus Krauss, 1906
- Anophthalmus fabbrii J. Muller, 1931
- Anophthalmus fallaciosus J. Muller, 1914
- Anophthalmus gobanzi Ganglbauer, 1911
- Anophthalmus gridellii J. Muller, 1931
- Anophthalmus haraldianus Daffner, 1992
- Anophthalmus hauckei P. Maravec & Lompe,
- Anophthalmus heteromorphus J. Muller, 1923
- Anophthalmus hirtus Sturm, 1853
- Anophthalmus hitleri Scheibel, 1937
- Anophthalmus jalzici Daffner, 1996
- Anophthalmus kahleni Daffner, 1998
- Anophthalmus kaufmanni Ganglbauer, 1900
- Anophthalmus kerteszi Csiki, 1912
- Anophthalmus kofleri Daffner, 1996
- Anophthalmus leander Sciaky, Monguzzi & Trezzi, 1999
- Anophthalmus maderi Winkler, 1914
- Anophthalmus manhartensis Meschnigg, 1943
- Anophthalmus mayeri J. Muller, 1909
- Anophthalmus meggiolaroi P. Maravec &t Lompe,
- Anophthalmus micklitzi Ganglbauer, 1913
- Anophthalmus nivalis J. Muller, 1922
- Anophthalmus paciuchensis Monguzzi, 1995
- Anophthalmus pretneri J. Muller, 1913
- Anophthalmus ravasinii J. Muller, 1922
- Anophthalmus sanctaeluciae J. Muller, 1931
- Anophthalmus schatzmayri P. Maravec &t Lompe,
- Anophthalmus schaumii Schaum, 1860
- Anophthalmus schmidtii Sturm, 1844
- Anophthalmus scopolii F.J. Schmidt, 1850
- Anophthalmus seppenhoferi Bognolo, 1997
- Anophthalmus severi Ganglbauer, 1897
- Anophthalmus spectabilis Joseph, 1871
- Anophthalmus temporalis J. Muller, 1913
- Anophthalmus tolminensis J. Muller, 1922
- Anophthalmus winklerianus Jeannel, 1926